# Soro Solo
Pour les articles homonymes, voir Solo, Souleymane Coulibaly et Coulibaly.
Souleymane Coulibaly, dit Soro Solo, est un animateur de radio ivoirien, né en 1950 à Korhogo en Côte d'Ivoire (à l'époque colonie française).

## Origine
En 2020, intervenant comme témoin dans le documentaire Décolonisations ! Du sang et des larmes, il exprime son appartenance à la population sénoufo.

## Carrière
Jusqu'en 2002, Soro Solo est un journaliste culturel ivoirien très apprécié, découvreur de talents musicaux. Il anime également des émissions de libre antenne qui lui valent une vraie célébrité dans le pays.
En 2002, Soro Solo découvre que son nom figure sur une liste de personnes « interdites d'antenne jusqu'à réorganisation des services », des membres de sa famille sont assassinés. Il part pour la France, où il obtient l'asile politique en novembre 2003.
À partir de 2002, Soro Solo collabore avec la radio française RFI. Il réalise des reportages et des chroniques — dont Je vous écris de France (diffusée sur France Inter) puis une émission estivale intitulée L'Afrique enchantée. Devant le succès de l'émission, L'Afrique enchantée est renouvelée pour trois saisons estivales et ensuite installée sur la grille d'hiver.
En 2015, Soro Solo officie sur France Inter, le dimanche soir de 22 à 23 heures, pour L'Afrique en Solo, une émission musicale. Celle-ci prend fin le 22 août 2019, avec l'éviction de Soro Solo de France Inter en raison de différends concernant la ligne éditoriale de l'émission.